# Zoom (программа)
Zoom — проприетарная программа для организации видеоконференций, разработанная компанией Zoom Video Communications. Она предоставляет сервис видеотелефонии, который позволяет подключать одновременно до 95 устройств бесплатно, с 40-минутным ограничением для бесплатных аккаунтов. Пользователи имеют возможность повысить уровень обслуживания, используя один из тарифных планов, с максимальным числом подключений до 500 человек одновременно, без ограничений по времени.
В 2020 году, во время пандемии COVID-19, произошёл наибольший всплеск популярности Zoom для удалённой работы, дистанционного обучения и социального общения с использованием интернета.

## История
2 апреля 2013 года, через два месяца после запуска Zoom, Джуди Шнайдер и Пол Доэрти рассмотрели Zoom в разделе «Технические тренды» руководителя строительства[прояснить]. Для подведения итогов их опыта была выбрана фраза: «любовь с первого байта». «Первая встреча прошла без проблем», — сказали авторы. «Все прибыли вовремя, практически без времени ожидания». Общий тон обзора был положительным с небольшим упоминанием предостережений в программном обеспечении. Это был также первый обзор, в котором упоминается его REST API. В то время не было альтернативных телефонных номеров[прояснить], которые они указали в своей статье. 
В сентябре, когда с момента Zoom прошло шесть месяцев, Эмили Рид написала подробный обзор программного обеспечения, в котором она отметила, что «идеально, если вы хотите записать своё собрание или поделиться своим экраном на экране мобильного», но нет ограничений по времени для звонков один на один с бесплатной учётной записью, при этом потенциально раздражает проблема, заключающаяся в том, что групповые звонки с использованием бесплатной учётной записи ограничиваются максимум 40 минутами", также считая программное обеспечение полезным для «клиентов, друзей или семьи, у которых нет Skype или Google+» благодаря возможности присоединиться к собранию без регистрации учётных записей.
Один из ранних последователей Zoom, Уолт Моссберг, в своём обзоре в The Wall Street Journal отметил, что «Zoom — привлекательная альтернатива» Skype или Google Hangouts.
3 октября 2013 года Geek Magazine опубликовал сборник альтернатив сервиса FaceTime для Android, в который был включён сервис Zoom, заявив, что «хотя Zoom был создан для профессиональной конференц-связи, его действительно легко использовать для личной деятельности». SheKnows, женский развлекательный веб-сайт, сказал, что «Zoom помогает молодым предприятиям достичь уровня общения, обычно предназначенного для крупных, устоявшихся компаний». Нитин Прадхан написал редакционную статью для InformationWeek, в которой он сказал: «после использования в течение года он стал моим каналом связи для важных обсуждений, даже в большей мере, чем электронная почта и телефон».
10 сентября 2014 года Пол Ричардс, исполнительный директор Haverford Systems, написал обзор ZoomPresence (теперь известный как Zoom Rooms), отметив, что у него есть «простое меню, которое масштабируется под потребности [пользователя] в изящном стиле приложения». Ричардс также высоко оценил подход «Mac Mini-only» к продукту, подразумевая, что это способ обеспечить стабильность на всех конференциях.
По итогам 2020 года выручка Zoom выросла на 326 %, до 2,65 млрд долл., а чистая прибыль — до 671,5 млн  долл.
2 марта 2021 года на фоне удачной отчётности акции компании выросли на 11 %.
8 марта 2021 года компания объявила на своём китайском веб-сайте, что с 23 августа 2021 года прекратит продажи своим клиентам напрямую в материковом Китае.

## Функциональность
Zoom использует  шифрование на стороне клиента с использованием 256-битного алгоритма Advanced Encryption Standard (AES 256) для представления содержимого. 
Изначально в Zoom была возможность проводить конференции с участием до 15 участников. Первоначально ранние последователи, такие как Уолт Моссберг, были обеспокоены тем, что качество Zoom может пострадать, когда к пулу присоединилось больше пользователей — в 2012 году в Zoom было «всего около 1000 человек, пользующихся сервисом». По словам Моссберга, «возможно, что если его используют миллионы, могут пострадать скорость и качество».
25 января 2013 года продукт был улучшен, чтобы в нём могли участвовать до 45 участников.
Версия 2.5 программного обеспечения ещё больше расширила предложение, допуская до 100 участников в одной конференции. С тех пор компания расширила возможности программного обеспечения, включив в него встречи до 500 участников.
По состоянию на октябрь 2015 года нижний предел[прояснить] - 25 участников видеособраний - был увеличен до 100. 
14 декабря 2013 года Zoom внедрила коммутируемый доступ[прояснить] в версии 2.5 своего программного обеспечения. 
В период с 2015 по середину 2016 года Zoom Video Communications объявила о встроенной поддержке Skype для бизнеса и интеграции со Slack.

## Финансовые результаты
Чистая прибыль по итогам квартала, завершившегося 31 января 2024 года, составила $367,9 млн, или $1,16 в расчете на акцию, по сравнению с $298,8 млн, или $0,95 на акцию, за аналогичный период предыдущего года.
Прибыль без учета разовых факторов составила $1,41 на акцию, превысив консенсус-прогноз опрошенных FactSet аналитиков на уровне $1,3 на акцию.
Квартальная выручка Zoom увеличилась до $1,18 млрд с $1,15 млрд годом ранее, что совпало с ожиданиями рынка.
По данным на конец финквартала, количество компаний-клиентов Zoom составляло порядка 192,6 тыс., выручка в этом сегменте выросла на 5,9%, до $706,8 млн. Число пользователей, приносящих компании годовую выручку в размере более $100 тыс., за последний год повысилось на 7,3%, до 4 088.

## Вопросы с безопасностью
В ноябре 2018 года была обнаружена уязвимость безопасности (CVE-2018-15715), которая позволила удалённому неавторизованному злоумышленнику подделать UDP-сообщения от участника собрания или сервера Zoom, чтобы задействовать функциональность целевого клиента. Это позволит злоумышленнику удалять посетителей с собраний, подделывать сообщения от пользователей или перехватывать общие экраны.
В июле 2019 года исследователь безопасности Джонатан Лейтшух (англ. Jonathan Leitschuh) раскрыл уязвимость нулевого дня, которая позволяет любому веб-сайту принудительно присоединять пользователя macOS к вызову Zoom с активированной видеокамерой без разрешения пользователя. 
После попытки удаления клиента Zoom в macOS программное обеспечение будет автоматически переустанавливаться в фоновом режиме, используя скрытый веб-сервер, который устанавливался на компьютере во время первой установки и который остаётся активным после попытки удаления клиента. Zoom оперативно закрыл эту уязвимость.
4 апреля 2020 года The Washington Post сообщил об утечке в открытый доступ тысячи записей видеозвонков.
В апреле 2020 года после инцидента с показом порнографии во время дистанционного обучения комитет образования Саратова посоветовал школам отказаться от занятий в Zoom.
За эксплойт под Windows для взлома популярного на карантине Zoom просят до 500 тыс $. При этом, хотя эксплойты выставлены на продажу, их работоспособность нельзя считать доказанной.